# Mike Howlett
Mike Howlett (Lautoka, 27 aprile 1950) è un bassista, produttore discografico, compositore, cantante e discografico figiano.
Divenne famoso negli anni settanta come membro del gruppo di space rock Gong. Negli anni ottanta interruppe la carriera di musicista per concentrarsi sulla nuova professione di produttore discografico, che gli permise di aggiudicarsi un Grammy Award nel 1982. Riprese a suonare negli anni novanta e negli anni successivi svolse entrambe le attività.

## Biografia
Nato nelle isole Figi nel 1950, Howlett trascorse gran parte dell'infanzia a Singapore, per poi trasferirsi in Australia. Nel 1968 entrò in una band di Sydney chiamata The Affair, con i quali era ospite fisso allo 'Whisky-A-Go-Go', che era allora una delle più grandi discoteche al mondo, esibendosi ogni sera davanti a 2.000 spettatori. Nel 1970 il gruppo vinse un viaggio premio in Inghilterra dove non ottenne successo; Howlett uscì dalla band e si trasferì a Londra suonando in gruppi minori.

### I Gong
Nel marzo del 1973 entrò nei Gong, il gruppo di space rock psichedelico reduce dal successo di Flying Teapot, il primo album della 'Trilogia di Radio Gnome Invisible'. Il suo ingresso nella band coincise con quello del batterista Pierre Moerlen, con cui avrebbe formato una robusta sezione ritmica. Diede il suo contributo negli eccellenti album Angel's Egg e You con cui il gruppo completò la trilogia, pubblicati rispettivamente nel 1973 e nel 1974. In questi lavori cominciarono i suoi contributi anche come compositore.
Dopo aver partecipato nel 1975 alle registrazioni di Fish Rising, disco di esordio del chitarrista dei Gong Steve Hillage, fece parte anche della formazione di Shamal, il successivo album della band, nel quale fu anche cantante. Il disco segnò l'inizio del declino dei Gong, privi dopo You dei suoi fondatori Daevid Allen e Gilli Smyth. Howlett uscì dal gruppo nel maggio del 1976, ma avrebbe in seguito partecipato a molte delle tournée della band dopo il ritorno di Allen, suonando anche negli album Zero to Infinity del 2000 (da lui co-prodotto) e 2032, pubblicato nel 2009.

### Strontium 90
Nel 1977 fondò gli Strontium 90 con i futuri membri dei Police; la band ebbe vita breve ma registrò in studio alcuni brani e partecipò alla grande riunione della Gong Family il 28 maggio del 1977 all'ippodromo di Parigi. Le registrazioni in studio ed i brani che suonarono a Parigi sarebbero stati pubblicati nel 1997 nell'album Police Academy, prodotto dallo stesso Howlett. Fu negli Strontium 90 che Sting e Stewart Copeland conobbero il chitarrista Andy Summers, che nell'estate del 1977 avrebbe rimpiazzato Henry Padovani nei Police.
Police Academy può essere considerato un suo album, scrisse la maggior parte dei brani e fu grazie a lui che si formò il gruppo. Ancora molto legato ai Gong, in un'intervista rilasciata nel 1997 Howlett dichiarò che quei brani rappresentavano la sua idea di quale avrebbe dovuto essere il nuovo indirizzo musicale dei Gong. Vennero realizzati nel periodo in cui si era prepotemente affermato il punk rock e la band non trovò alcun produttore disposto a rischiare su un loro album. Fu questo il motivo dello scioglimento e della nuova strada che Sting ed i suoi compagni avrebbero intrapreso nei Police.

### Produttore discografico
Howlett aveva debuttato nel 1977 come produttore discografico nella compilation dei Gong Live Etc., che raccoglieva brani di diversi concerti del gruppo. Negli anni successivi, si dedicò completamente alla nuova attività che gli assorbì gran parte delle energie e gli impedì di continuare a suonare. Nel corso della carriera, avrebbe prodotto svariati artisti famosi della scena punk e new wave, tra i quali Martha and the Muffins, China Crisis, Gang of Four e Penetration. Produsse anche lavori di A Flock of Seagulls, Orchestral Manoeuvres in the Dark, Joan Armatrading, John Foxx, The Alarm e Blancmange.
Diversi dei dischi di questi musicisti arrivarono tra i top ten delle classifiche di vendita britanniche ed altri superarono comunque le 500 000 copie vendute. Il brano D.N.A., tratto dall'album da lui prodotto A Flock of Seagulls della band omonima, si aggiudicò il Grammy Award del 1983 per la migliore interpretazione strumentale di musica rock. Nel 1987 divenne uno dei soci fondatori del Music Producers Guild, un consorzio di produttori, tecnici del suono e appassionati di musica sorto per condividere esperienze e collaborazioni. Negli anni 2000 ottenne un dottorato di ricerca in Produzione discografica, da allora è diventato uno dei più ricercati lettori per tale materia e ha insegnato in diversi atenei in giro per il mondo.
Nel 1993 fondò l'etichetta discografica indipendente Mauve, che non ebbe successo e fu chiusa nel 1995, ma gli permise di acquisire una buona esperienza nel settore. Nel periodo in cui fu lontano dal palcoscenico, rare furono le sue collaborazioni come bassista, alcune delle quali nei dischi prodotti. Howlett si cimentò in varie altre attività, tra cui quella di compositore. Tra le varie cose che ha scritto, vi sono alcuni album con Ben Hoffnung, suonatore di timpani nella London Symphony Orchestra, e diversi brani che lo stesso Howlett definisce 'quasi di musica classica'.

### Ritorno sul palcoscenico
Nell'ottobre del 1994, a 15 anni dalla sua ultima apparizione, Mike Howlett suonò il basso nell'evento che celebrò il 25º anniversario dei Gong. Il grande successo riscosso fu il preludio del suo definitivo ritorno sulla scena, con la partecipazione ad altre tournée del gruppo. Nel 2002 si prese una nuova pausa artistica per insegnare al South Thames College, alla University of Glamorgan ed al College of Music and Media di Ealing. Rientrò di nuovo sulle scene nel 2003, continuando a collaborare con i Gong e formando il gruppo House Of Thandoy, con i quali oltre a suonare ha prodotto l'eponimo album del 2003.
Nel 2005 fu eletto presidente del Music Producers Guild, diventata l'organizzazione più efficace a livello mondiale per la difesa dei diritti dei produttori discografici. Nel 2009 si trasferì in Australia per insegnare musica alla Queensland University of Technology di Brisbane. Il ritorno sulle scene e gli altri impegni professionali hanno coinciso con un netto calo dell'attività di produttore. In quegli anni si esibì saltuariamente con i Gong e gli fu affidato il basso nell'album 2032 pubblicato nel 2009.

## Discografia parziale

### Con i Gong
- 1973 Angel's Egg (Virgin Records)
- 1974 You (Virgin Records)
- 1976 Shamal (Virgin Records)
- 1977 Live Etc. (compilation di brani dal vivo, Virgin Records)
- 1992 Shapeshifter, (Celluloid)
- 1995 25th birthday party, (live con i Gong ed altri artisti attribuito ai Gong, Voiceprint Records)
- 2000 Zero to Infinity (One Eyed Salmon Records)
- 2009 2032 (G-Wave)

### Con Strontium 90
- 1997 Police Academy (Pangaea)

### Con altri
- 1975 Steve Hillage: Fish Rising (Virgin Records)
- 1976 Daevid Allen: Good Morning! (con gli Euterpe e Gilli Smyth, Virgin Records)
- 1976 Alan Sorrenti: Sienteme, it's time to land (Harvest Records)
- 1977 Nik Turner's Sphynx: Xitintoday (Charisma Records)
- 1977 Radio Actors: Nuclear Waste (singolo, Jupiter Records)
- 1983 John Foxx: The Golden Section (Virgin)
- 2003 House of Thandoy: House of Thandoy (Auralise)

### Come produttore
La seguente lista comprende una selezione delle produzioni di Howlett:
- Gong
  - 1977 Live Etc. (12 dei 16 brani)
  - 2000 Zero to Infinity
- Penetration
  - 1977 Don't Dictate / Money Talks (singolo)
  - 1978 Moving Targets
- Punishment of Luxury
  - 1979 Laughing Academy
- Fischer-Z
  - 1979 Word Salad
  - 1980 Going Deaf for a Living
- Martha and the Muffins
  - 1979 Echo Beach (singolo)
  - 1979 Metro Music
  - 1980 Trance and Dance
- The Teardrop Explodes
  - 1980 When I Dream (brano dal singolo omonimo)
- Orchestral Manoeuvres in the Dark
  - 1980 Messages (singolo)
  - 1980 Enola Gay (singolo)
  - 1980 Organisation
  - 1981 Souvenir (brano dall'omonimo singolo e da Architecture & Morality)

- Sniff 'n' the Tears
  - 1981 Love/Action
  - 1982 Ride Blue Divide
- Thompson Twins
  - 1981 Perfect Game e Politics (singoli da A Product of... (Participation))
- Tears for Fears
  - 1982 Pale Shelter (brano del singolo omonimo)
- Gang of Four
  - 1982 Songs of the Free
  - 1982 I Love A Man In A Uniform (singolo)
- Blancmange
  - 1982 Happy Families
- A Flock of Seagulls
  - 1982 A Flock of Seagulls (4 brani tra cui D.N.A. che vinse un Grammy Award)
  - 1983 Listen (5 brani)
- Hunters & Collectors
  - 1982 Towtruck  (brano dall'eponimo album Hunters & Collectors)
  - 1982 Payload (EP)

- Comsat Angels
  - 1983 Land
  - 1985 7 Day Weekend (6 dei 10 brani)
- China Crisis
  - 1983 Working with Fire and Steel – Possible Pop Songs Volume Two
- John Foxx
  - 1983 Twilight's Last Gleaming (brano da The Golden Section)
- Berlin
  - 1984 Love Life (8 dei 10 brani)
- Joan Armatrading
  - 1985 Secret Secrets
  - 1985 Temptations (singolo)
- The Alarm
  - 1985 Strength
- The Ward Brothers
  - 1986 Madness of It All
- Strontium 90
  - 1997 Police Academy
- House of Thandoy
  - 2003 House of Thandoy